# Политика Ньюфаундленда и Лабрадора
Канадская провинция Ньюфаундленд и Лабрадор управляется однопалатным законодательным органом — Палатой собраний, действующей в соответствии с Вестминстерской системой. Исполнительная власть включает лейтенант-губернатора, премьер-министра и кабинет министров. Для политики Ньюфаундленда и Лабрадора характерны долгая история, либерально-демократические политические институты и уникальная политическая культура.

## История политики в Ньюфаундленде и Лабрадоре

### Колонизация
Коренными жителями Ньюфаундленда и Лабрадора были индейцы Беотуки и Микмаки. На острове Ньюфаундленд было основано первое известное европейское поселение в Америке, построенное викингами около 1000 г. Остров Ньюфаундленд и побережье Лабрадора были колонизированы рядом европейских стран, включая Великобританию и Францию.
Возникновение системы общего права и политических институтов шло медленно. В 17-18 веках правопорядок обеспечивался капитанами рыболовных судов, адмиралами и военными губернаторами. Позднее эта система была заменена гражданскими чиновниками, а затем представительным правительством в 1832 году. В 1854 году Ньюфаундленду было предоставлено ответственное правительство, а в 1907 году он получил статус Доминиона.

### Статус доминиона
В Доминионе Ньюфаундленд присутствовали явные расколы между католиками и протестантами, либералами и консерваторами, потомками ирландцев и англичан, богатыми купцами и бедными рыбаками и торговцами, сельскими жителями и горожанами. Это часто проявлялось во время выборов. Различные реформы 1860-х и 1870-х годов способствовали преодолению этих расколов.
Практически на протяжении всей истории доминиона классы, религиозные группы и политические партии имели тенденцию к объединению. Так, ирландские католики обычно поддерживали Либеральную партию, а английские протестанты — Консервативную.
Современные границы Ньюфаундленда и Лабрадора были окончательно определены в результате решения Тайного совета Великобритании о передаче большей части внутреннего Лабрадора доминиону Ньюфаундленда в 1927 году.

### Правительственная Комиссия

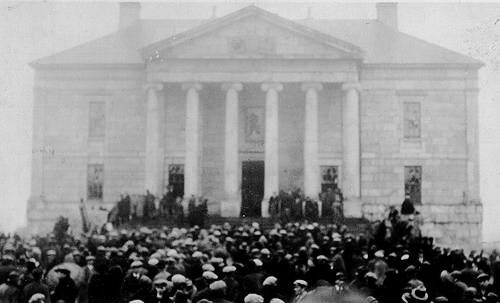
Восстание в 1932 году

В результате Великой депрессии экономика Ньюфаундленда пришла в упадок, что привело к восстанию в 1932 году. В следующем году Собрание Доминиона одобрило рекомендации Королевской Комиссии и проголосовало за свой роспуск, передав свои функции Правительственной Комиссии, состоящей из британского губернатора и шести комиссарами от Великобритании и Ньюфаундленда.
Вскоре после Второй мировой войны было создано Национальное собрание Ньюфаундленда. В 1948 году было проведено два референдума. На первом жителям Ньюфаундленда предлагалось выбрать один из трёх вариантов: присоединиться к Канаде в качестве провинции, сформировать независимый доминион с ответственным правительством или сохранить Правительственную Комиссию. На втором референдуме жителей Ньюфаундленда попросили выбрать между ответственным правительством и конфедерацией с Канадой. Большинство избирателей проголосовали за конфедерацию, и в 1949 году Ньюфаундленд присоединился к Канаде в качестве её десятой провинции.
Второй референдум вызвал серьёзные разногласия и по сей день является источником разногласий среди жителей Ньюфаундленда и Лабрадора. Присоединение к Канаде получило большую поддержку со стороны протестантов, бедных рыбаков и сельских жителей Ньюфаундленда, а формирование ответственного правительства было поддержано католиками и жителями полуострова Авалон.
На результат референдума оказали сильное влияние экономические вопросы. Присоединение к канаде получило большую поддержку со стороны сельских протестантских общин благодаря обещаниям пособий на ребёнка, улучшения здравоохранения, снижения безработицы, увеличения доходов и других социальных реформ.

### В составе Канады
После вхождения Ньюфаундленда и Лабрадора в состав Канады у власти находился либеральный премьер-министр Джои Смоллвуд. Для его правления были характерны автократический стиль руководства и инициативы по модернизации экономики. Так, в 1950-х годах правительство Смоллвуда начало спорную программу переселения жителей Ньюфаундленда и Лабрадора из сотен небольших сельских поселений и общин в более крупные городские районы. Также Смоллвуд поощрял инвестиции иностранных промышленников в Ньюфаундленд.
Смоллвуд боролся с инакомыслием как внутри своей партии, так и за её пределами. Он часто обвинял местную газету Telegram в клевете и угрожал ей судебным иском. Из-за жёсткого контроля Смоллвуда молодые активисты Либеральной партии, такие как Джон Кросби, перешли на сторону Прогрессивно-консервативной партии, выигравшей выборы в 1972 году.
Прогрессивно-консервативная партия Ньюфаундленда оставалась у власти с 1972 по 1989 год, сначала под руководством Фрэнка Мура, а затем, с 1979 по 1989 год, под руководством Брайана Пекфорда. Правительство Пекфорда заявило о своем намерении сделать рыболовство главным источником дохода провинции. Из-за скандала с субсидируемым сельским хозяйством он ушел из политики в 1989 году. Его место занял Том Райдаут.
Через месяц после того, как Райдаут стал премьер-министром, его Прогрессивно-консервативная партия потерпела поражение на выборах 1989 года от Либеральной партии Клайда Уэллса. Он положил начало периоду экономической либерализации, приватизировав государственные службы.

## Политическая культура и институты

### Законодательное собрание
Палата собраний — однопалатный законодательный орган провинции. Палата собраний Ньюфаундленда и Лабрадора уникальна тем, что в парламенте правительство сидит слева от спикера, а не справа, что является нормой в Вестминстерской системе. Палата собраний содержит 40 мест, каждое из которых представляет один географический район провинции.

### Выборы
Выборы проводятся каждые 4 года в 40 избирательных округах по системе относительного большинства. Из 19 проведённых выборов 10 выиграла Либеральная партия, остальные 9 — Прогрессивно-консервативная.

### Партии
Две основные партии Ньюфаундленда и Лабрадора: Либеральная партия и Прогрессивно-консервативная партия. Они обладают очень малым количеством идеологических различий. Прогрессивно-консервативная партия традиционно поддерживает меньшее вмешательство государства в экономику, поддерживается сторонниками социально-консервативных взглядов и обладает значительной националистической окраской. Либеральная партия традиционно относится к левоцентристской части политического спектра.